# تپه کوسه وند ۲
تپه کوسه وند ۲ در شهرستان کرمانشاه، بخش مرکزی، دهستان بالادربند، ۶۰۰ متری غرب و جنوب غرب روستای کوسه وند واقع شده و این اثر در تاریخ ۲۶ اسفند ۱۳۸۷ با شمارهٔ ثبت ۲۵۶۵۰ به‌عنوان یکی از آثار ملی ایران به ثبت رسیده است.